# Pikmin
Pikmin (Japans: ピクミン) is een strategisch spel gemaakt voor de Nintendo GameCube. Het werd voor het eerst uitgebracht in Japan op 26 oktober 2001. Vervolgens kwam het in Noord-Amerika uit op 3 december 2001 en ten slotte in Europa op 14 juni 2002. Het is het eerste deel uit de computerspelserie Pikmin.
Dit spel is ontwikkeld door de afdeling Nintendo Entertainment Analysis and Development van Nintendo. Deze afdeling is ook verantwoordelijk voor onder andere Mario, Donkey Kong en The Legend of Zelda. De bekendste ontwerper van deze afdeling is Shigeru Miyamoto.
Op 6 februari 2009 verscheen Pikmin op de Wii.

## Verhaal
Het verhaal gaat over een kapitein genaamd Olimar. Hij is een bekende ruimtereiziger van de planeet Hocotate. Kapitein Olimar gaat op vakantie voor een welverdiende rust. Maar tijdens zijn reis wordt zijn schip, de "SS.Dolphin", geraakt door een meteoriet. Zijn ruimteschip stort vervolgens neer op een onbekende planeet (die veel op de Aarde lijkt) en hij verliest zijn bewustzijn. Terwijl dit gebeurt verliest zijn schip onderdelen.
Wanneer hij wakker wordt ontdekt hij tot overmaat van ramp dat de atmosfeer van de planeet giftig is. Het bevat namelijk zuurstof, wat dodelijk is voor de wezens van Hocotate. Hij kan slecht 30 dagen verblijven op deze planeet want dan is zijn luchttoevoer op. In die tijd moet hij minimaal 25 onderdelen van zijn ruimteschip vinden.
Hoewel de situatie voor Olimar hopeloos lijkt ontdekt hij de Pikmin. Dit zijn kleine wezentjes die nauwelijks groter zijn dan Olimar zelf. Hij ontdekt wel dat hij ze kan gebruiken voor het verzamelen van de onderdelen van zijn ruimteschip, het verslaan van vijanden en het overwinnen van obstakels.

## Pikmin
Olimar ontdekt deze wezentjes op een onbekende planeet. De Pikmin zijn een soort mengeling van plant en dier. Ze hebben allemaal een smal lichaam, armen, benen, voetjes en handjes. Maar het opmerkelijkste van deze wezentjes is dat ze een blad, een knop of een bloem hebben op hun hoofd. Dit geeft aan hoe ver gevorderd ze zijn. Maar er zijn ook verschillen tussen de Pikmin. Ze kunnen verschillen van kleur. In dit spel komen rode, gele en blauwe Pikmin voor. De rode hebben een grote neus, de gele hebben oortjes en de blauwe hebben blijkbaar kieuwen.
De Pikmin planten zich op een eigenaardige manier voort. Ze worden gemaakt door een reusachtige ui genaamd de Onion, deze Onions hebben dezelfde kleur als de Pikmin die ze maken. Pikmin kunnen vijanden en schijven naar deze Onions brengen en die maken dan zaadjes die later Pikmin worden.
- Rode Pikmin:

Deze Pikmin zijn de eerste Pikmin die kapitein Olimar tegenkomt. Ze zijn de sterkste Pikmin van de drie en zijn dus daarom goed voor het verslaan van vijanden. Ze kunnen ook tegen vuur, hierdoor kunnen ze probleemloos tegen vuurvijanden vechten en in gebieden met vuur rondlopen.
- Gele Pikmin:

Deze Pikmin komt kapitein Olimar als tweede tegen. Ze zijn lichter dan de andere en hierdoor kunnen ze verder en hoger worden gegooid door Olimar. Hierdoor kunnen ze bepaalde locaties bereiken die de andere Pikmins niet kunnen bereiken. Ook zijn ze door hun lage gewicht het beste tegen luchtvijanden. Ze hebben ook nog een extra vaardigheid: ze kunnen bomrotsen gebruiken. Hierdoor kunnen ze stenen muren neerhalen en vijanden veel schade toebrengen.
- Blauwe Pikmin:

Deze Pikmin komt Olimar als laatste tegen. Ze hebben kieuwen. Dat betekent dat ze het best te gebruiken zijn tegen watervijanden en ze kunnen makkelijk water oversteken. Ze kunnen ook andere Pikmins redden die aan het verdrinken zijn.
Wanneer een speler alle onderdelen van het ruimteschip terug heeft en het spel uitgespeeld, dan zijn er aan het einde  Onions te zien met andere kleuren, zoals wit, zilver, oranje, roze, groen, zwart, paars en lichtblauw. In Pikmin 2 komen alleen de paarsen en de witten voor.
In Pikmin 3 zijn er twee nieuwe soorten Pikmins.

## Gameplay
Het spel is een 3D strategiespel. Je bestuurt kapitein Olimar vanaf een derde persoons standpunt. De bedoeling van het spel is onderdelen van Olimars ruimteschip terug te vinden met behulp van de Pikmin.
Met je Pikmin kun je vijanden verslaan, dit doe je voornamelijk door Pikmin te gooien. Hierbij moet je wel oppassen dat je de Pikmin niet recht in de mond gooit van de vijand, het beste is in de rug aanvallen. Als een vijand is verslagen kunnen de Pikmin die vijand slepen naar de Onions om nieuwe Pikmin te maken. De Pikmin kunnen ook obstakels passeren, door bruggen te bouwen en muren af te breken. Als je een onderdeel van een ruimteschip vindt kun je die ook verslepen naar het ruimteschip zodat die weer wordt hersteld. Je kan maar maximaal 100 Pikmins tegelijkertijd hebben op het veld. Daarom moet je zeer zuinig zijn met je Pikmin.
Er zijn 30 dagen in het spel, iedere dag duurt 15 minuten. Wanneer de dag bijna voorbij is moet je je Pikmin verzamelen en naar hun Onions brengen. Doe je dit niet zullen ze worden achtergelaten en worden ze een prooi voor de nachtelijke wezens van de planeet.

## Gebieden
Er zijn in dit spel 5 gebieden waar je de 30 onderdelen kunt zoeken.

### The Impact Site
Dit is het eerste gebied waar kapitein Olimar komt. Hij ontwaakt hier nadat zijn ruimteschip is neergestort. Hij inspecteert dan zijn ruimteschip en ontdekt dat dat zwaar beschadigd is. Dan begint hij een manier te zoeken om zijn ruimteschip te herstellen. Plotseling komt hij de rode Pikmin tegen. Hoewel hij in het begin slechts één Pikmin heeft, heeft hij niet veel later de controle over een grote groep Pikmin. Hiermee kan hij de motor van zijn ruimteschip naar het schip terugbrengen en het schip herstellen.
Het gebied is het kleinste van het spel en heeft slechts twee onderdelen die je moet vinden. Het gebied heeft wel monsters die alleen in dat gebied leven.

### The Forest of Hope
Dit is het tweede gebied waar Olimar naartoe kan gaan. Er zijn acht onderdelen van het schip te vinden in dit gebied. Het is ook de eerste plek waar je de Bulborbs tegenkomt, de natuurlijke vijanden van Pikmin. Olimar komt hier ook de gele Pikmin tegen.

### The Forest Navel
Dit is het derde gebied waar Olimar komt, er zijn hier in totaal negen onderdelen te vinden. Dit is een zeer moeilijk gebied vanwege de vele vijanden, muren die moeten worden vernietigd door bommen, vuurgeisers en grote gebieden water. Door het vele water heb je de hulp nodig van de blauwe Pikmin die je hier kunt vinden. Het gebied is zeer donker en heeft veel vlaktes waar het lijkt of er niets is. De vijanden gebruiken vaak vuur of zijn heel groot.

### The Distant Spring
Dit is het laatste gebied waar je onderdelen kunt vinden die echt nodig zijn. Hier liggen tien onderdelen van het schip. Hier is veel water en je hebt hier dus vaak de hulp nodig van de blauwe Pikmin. Hier zijn veel puzzels die je moet oplossen met meerdere soorten Pikmin.

### The Final Trial
Dit is het laatste gebied in het spel waar je slechts één onderdeel moet vinden. Het duurt een dag om alle obstakels van het gebied te overkomen, daarom kun je dus niet dit gebied doen op de allerlaatste dag. Als je alle obstakels hebt opgelost met je Pikmin moet je tegen een groot monster vechten die Emperor Bulblax genoemd wordt. Deze Bulblax kan Pikmin doden door erop te springen of ze te vangen en op te eten met zijn grote tong.

## Trivia
- Het spel is opgenomen in het boek 1001 Video Games You Must Play Before You Die van Tony Mott.